# Takashi Hirajima
Takashi Hirajima (født 3. februar 1982) er en tidligere japansk fodboldspiller.
Han har spillet for flere forskellige klubber i sin karriere, herunder Avispa Fukuoka og Kyoto Sanga FC.